# ماريو فير
ماريو فير هو سياسي سويسري، ولد في 13 سبتمبر 1958 في زيورخ في سويسرا. نشط حزبياً في الحزب الاشتراكي الديمقراطي السويسري. وقد انتخب عضو المجلس الوطني السويسري ‏ (6 ديسمبر 1999 – 4 ديسمبر 2011).